# داربيشير الجنوبية (دائرة انتخابية في المملكة المتحدة)
داربيشير الجنوبية (بالإنجليزية: South Derbyshire)‏ هي إحدى الدوائر الانتخابية في المملكة المتحدة الممثلة في مجلس العموم في برلمان المملكة المتحدة.
عضو البرلمان الذي يمثلها حالياً هو :Mr Mark Todd (Lab).